# مردم استونیایی
مردم استونیایی (استونیایی: eestlased) مردم بومی کشور استونی هستند. آن‌ها ساکن کشور استونی واقع در جنوب کشور فنلاند و خلیج فنلاند می‌باشند. مردم استونیایی به زبان استونیایی تکلم می‌کنند. زبان استونیایی از خانواده زبان‌های فین‌واوگری و در پیوند نزدیک با زبان فنلاندی است.
استونیایی در شاخه زبان‌های فنیک از خانواده زبان‌های فین‌واوگری جای دارد. این زبان با فنلاندی پیوندهای نزدیکی دارد. این دو زبان در دو سوی خلیج فنلاند گویشورانی دارند و از کم‌شمار زبان‌های نا هندواروپایی اروپایند. با وجود وامگیری از دیگر زبان‌ها، استونیایی پیوندی با نزدیکترین زبان‌های همسایه خود-سوئدی، روسی و لاتویایی-که همه از خانواده هندواروپایی هستند ندارد.
هم‌اکنون بیش از ۹۰۵ هزارنفر مردم بومی استونیایی در کشورشان ساکن هستند و در حدود کمتر از ۲۰۰ نفر از مردم استونیایی در سایر کشورها بخصوص کانادا و ایالات متحده آمریکا و سوئد زندگی می‌کنند.

## پیشینه

### ریشه‌های پیشاتاریخی

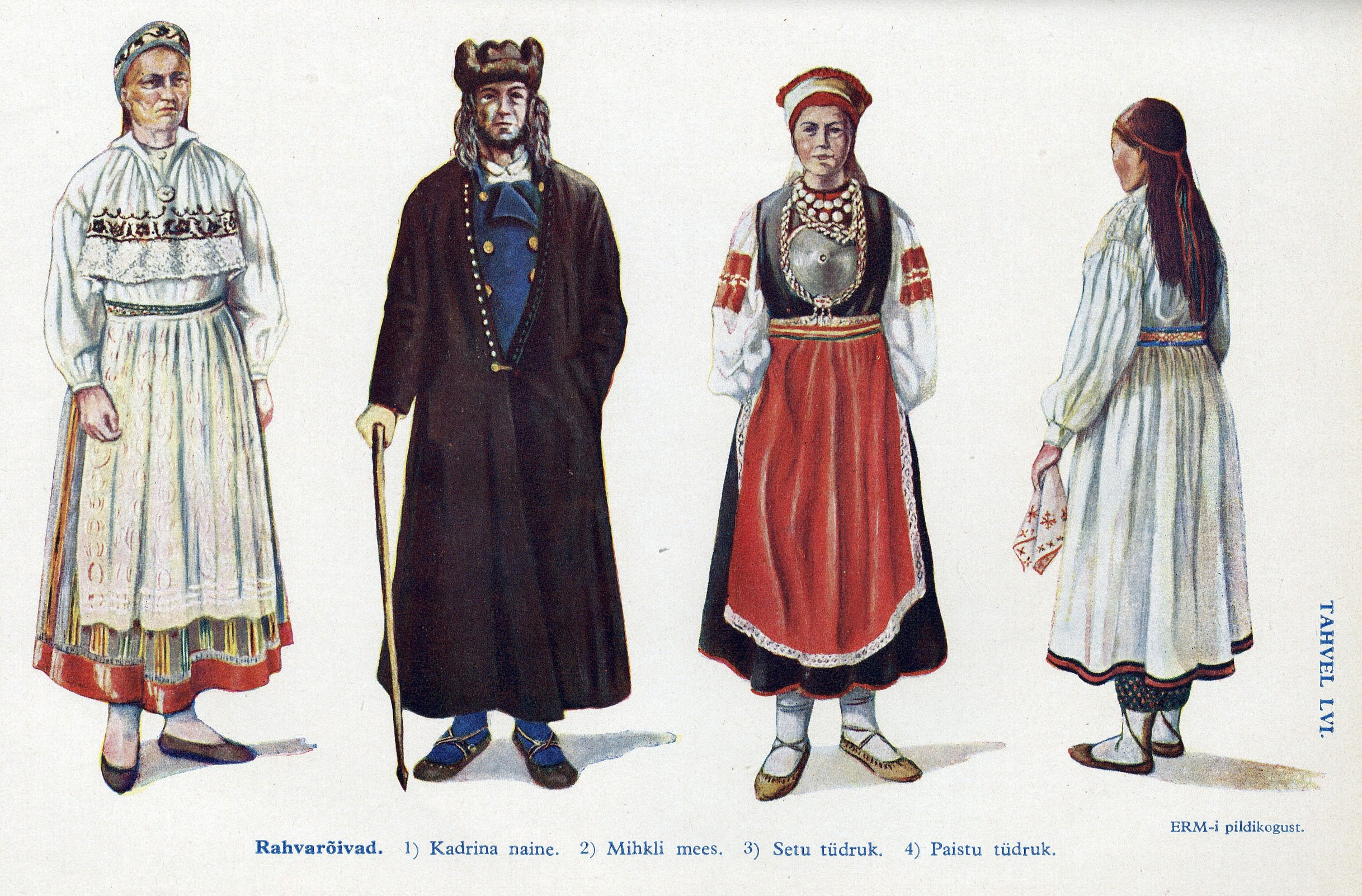
لباس ملی مردم استونیایی

استونی اولین بار در حدود ۱۰٬۰۰۰ سال پیش مسکونی شد که همزمان با جدا شدن دریاچه یخی بالتیک از استونی بود. قدیمی‌ترین نام شناخته شده برای استونیایی‌ها Maarahvas است. Eesti نام امروزین استونی به نظر می‌آید از Aesti مشتق شده باشد، ژرمن‌ها مردمان بالتی‌ای را که در شمال رود ویستولا زندگی می‌کردند Aesti می‌نامیدند. تاسیتوس تاریخدان رومی در سال ۹۸ پ. م نخستین کسی است که از مردمان «Aestii» نام می‌برد و ساکنان نخستین اسکاندیناوی نیز سرزمینی را که در جنوب خلیج فنلاند واقع بود «Eistland» (ایسلند) می‌نامیدند (امروزه در زبان ایسلندی Eistland به معنی استونی است). استونیایی‌های اولیه در رویدادنامه اسلاوی خاوری باستان چودها (чудь) نامیده شده‌اند.

### بیداری ملی
اگرچه بیداری ملی استونیایی در سده نوزده رخ داد اما پیش از آن درجاتی از بیداری قومی در میان ایشان تقویت شده بود. کتاب مقدس در سال ۱۷۳۹ به استونیایی ترجمه شد و شمار کتاب‌ها و بروشورهای منتشر شده به زبان استونیایی از ۱۸ در دهه ۱۷۵۰ به ۵۴ در دهه ۱۷۹۰رسید. در پایان آن سده بیش از نیمی از دهقانان سواد خواندن داشتند. نخستین دانشمندان درس خوانده در دانشگاه‌ها که خود را استونیایی می‌دانستند از جمله فردریک فالمان (Friedrich Robert Faehlmann)، کریستین پیترسون (Kristjan Jaak Peterson) و فردریک کروزوالد (Friedrich Reinhold Kreutzwald) در دهه ۱۸۲۰ ظاهر شدند. بسیاری از نخبگان به دلیل حمله اوایل سده سیزدهم، زبان آلمانی داشتند. گابریل مارکل (Garlieb Merkel) یک آلمانی بالتی استونیایی‌دوست اولین نویسنده‌ای بود که در راه شناسایی استونی به عنوان یک ملت برابر با سایر ملل تلاش کرد و انگیزه لازم برای جنبش ملی استونیایی را فراهم کرد که بر پایه جهان فرهنگی آلمانی بالتی نیمه اول سده نوزدهم مدلسازی شده بود.

## مهاجرت
در طول جنگ جهانی دوم در سال ۱۹۴۴ که استونی مورد تهاجم ارتش شوروی قرار گرفته بود بسیاری از استونیایی‌ها با کشتی و قایق از دریای بالتیک اقدام به ترک وطن نمودند. بسیاری از پناهندگان به دلیل پر خطر بودن این سفر دریایی ابتدا به سوئد و آلمان پناهنده شدند و سپس به کانادا، بریتانیا، ایالات متحده آمریکا و استرالیا مهاجرت کردند. بسیاری از این پناهندگان و فرزندان آن‌ها پس از استقلال استونی در ۱۹۹۱ به میهن‌شان بازگشتند.